# Molla

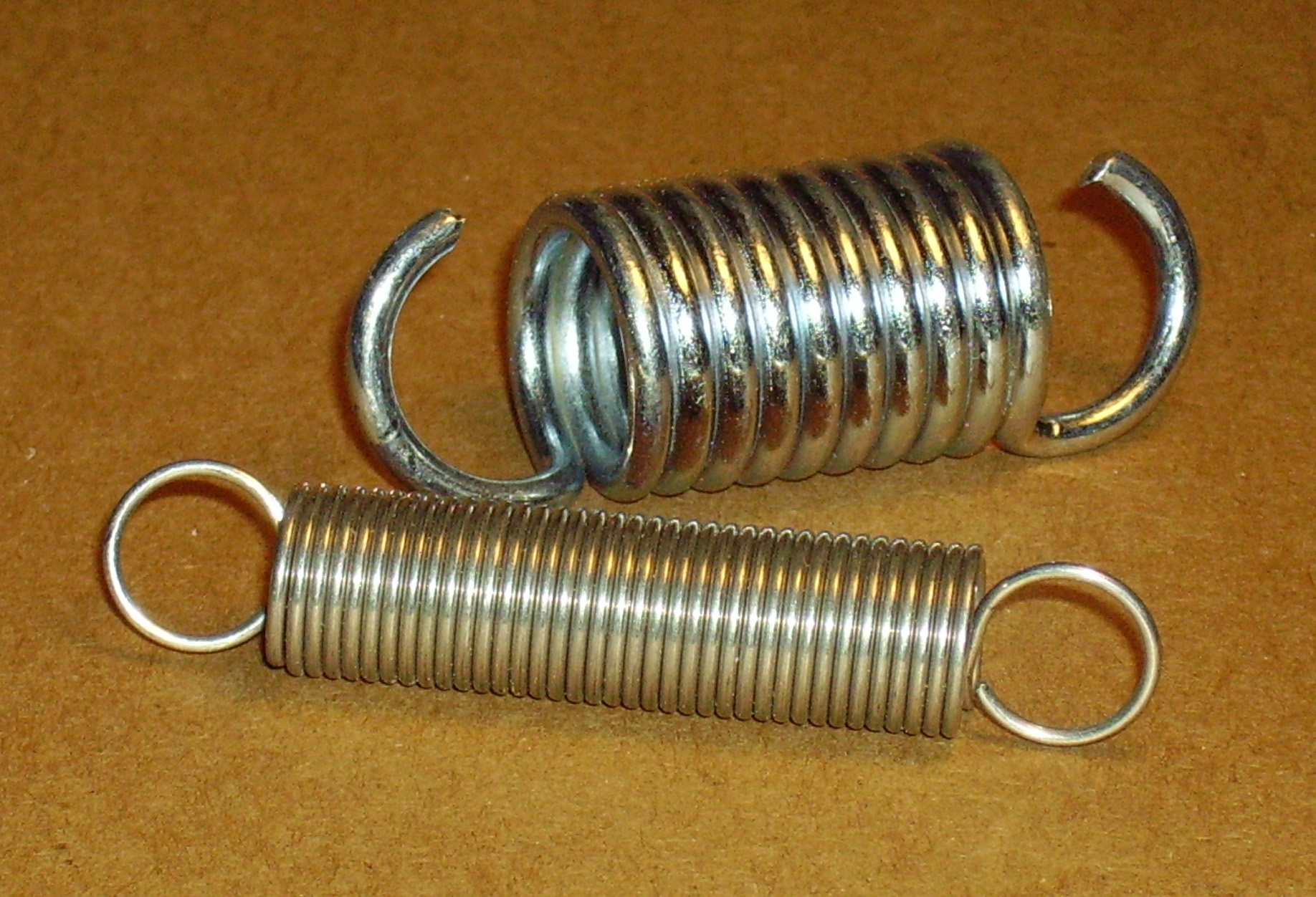
Molle elicoidali progettate per la trazione.

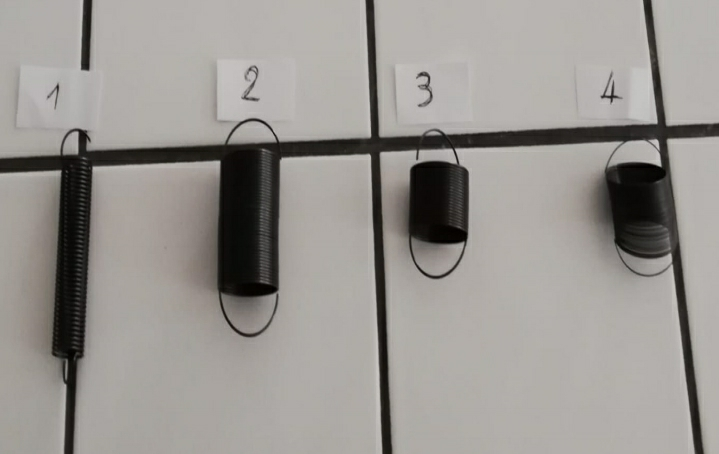
Molle da laboratorio (Fisica)

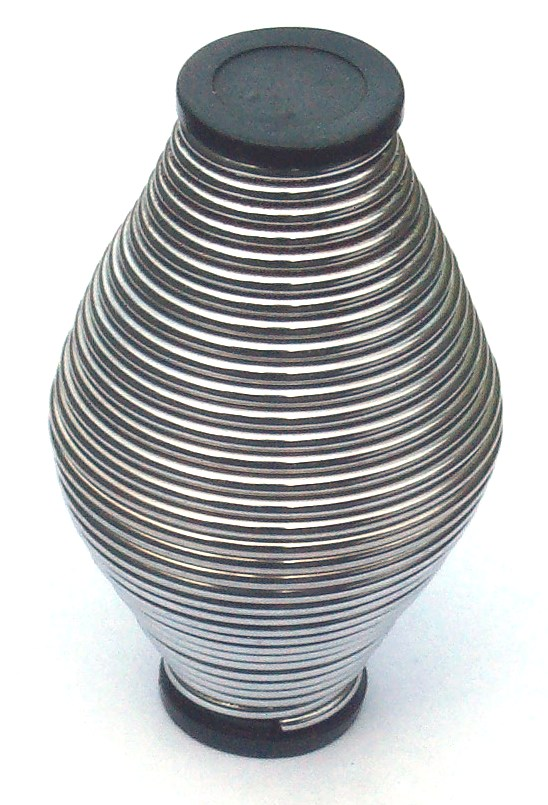
Molla elicoidale progressiva (doppia conicità)

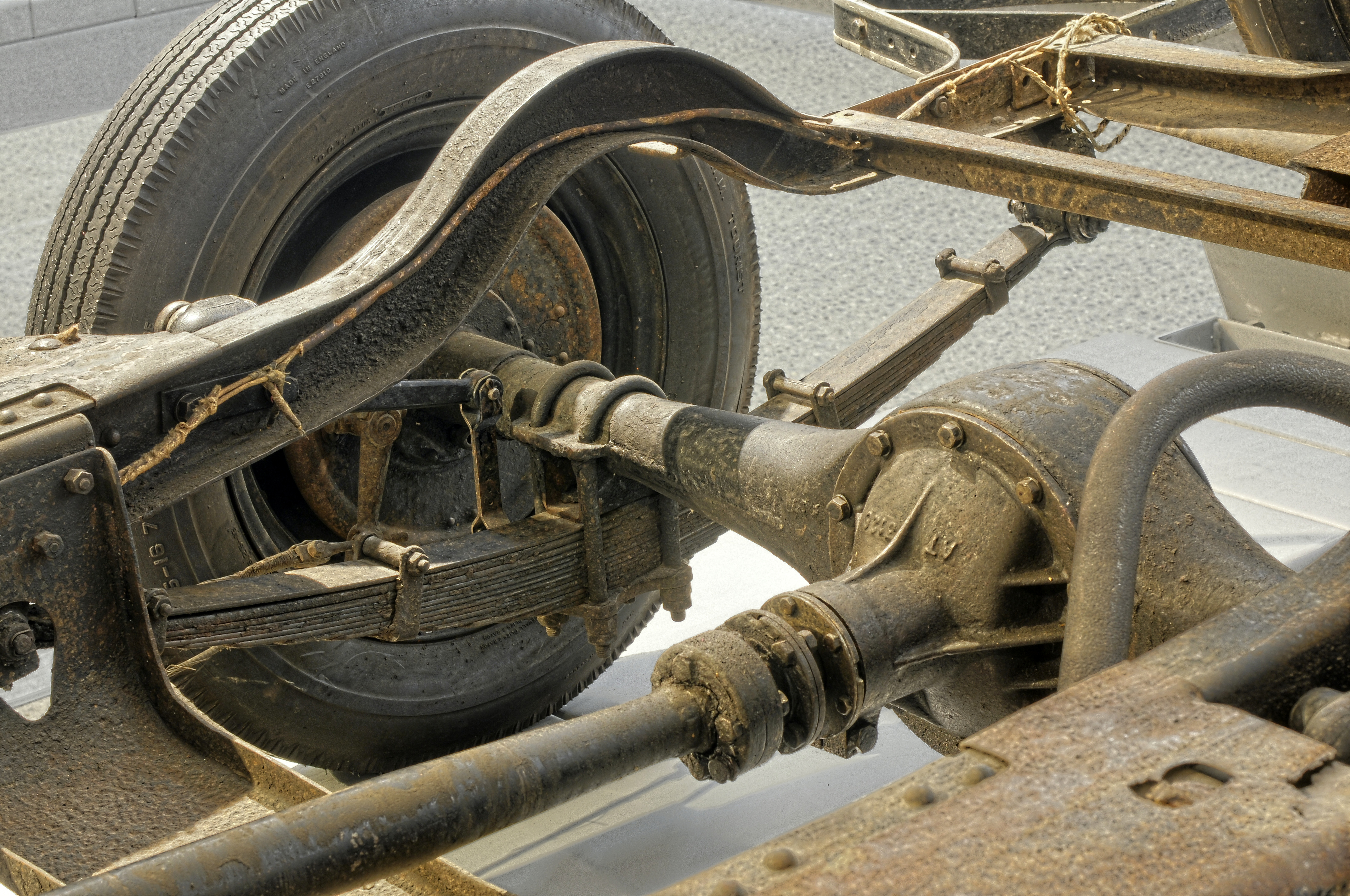

Una molla è un corpo solido capace di allungarsi se gli viene applicata una determinata forza, e in seguito tornare alla propria forma naturale. È un oggetto di tipo elastico, generalmente fabbricato in acciaio, usato e ottimizzato per accumulare energia meccanica. Nella meccanica classica, la molla ideale viene adottata per lo studio dell'oscillatore armonico.
Non esistono soltanto molle che  si comprimono o si allungano e poi tornano nella condizione iniziale senza deformarsi,  esistono anche molle a lamina che si flettono  senza deformarsi,  e queste sono state le prime molle usate nella storia fino alla fine del 1800.

## Storia
Le molle appaiono intorno al XV secolo in lucchetti e orologi.
Sostituendo il sistema di pesi che normalmente faceva funzionare gli orologi, con un meccanismo di carica a molla, gli orologiai furono in grado di realizzare strumenti portabili e affidabili. Taqi al-Din realizzò nel 1559 un orologio astronomico a molla.
Nel 1676 il fisico inglese Robert Hooke scoprì una relazione funzionale adatta a schematizzare l'azione della molla, ovvero che la forza esercitata è proporzionale alla sua estensione: "Ut tensio, sic vis" che significa "come l'estensione, così la forza". Questa relazione va sotto il nome di Legge di Hooke.

### La molla nel Codice di Madrid

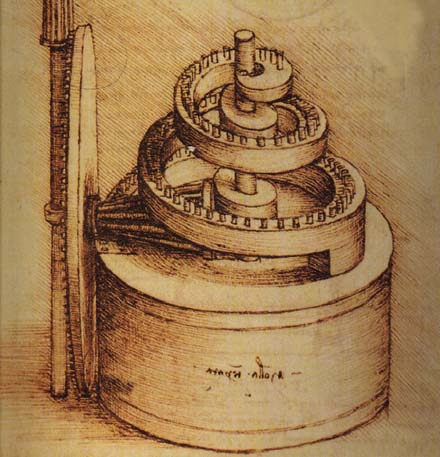
Disegno di un dispositivo a molla nel Codice Madrid

Nel Codice di Madrid I di Leonardo da Vinci, risalente alla fine del XV secolo, viene previsto l'utilizzo di una molla come elemento elastico.
Nel Codice Madrid, Leonardo disegna e studia numerosissimi meccanismi per ottenere diversi tipi di moto, spesso senza uno scopo specifico e solo per esplorare le possibilità della scienza meccanica. Sono studi di macchine semplici, evoluzioni o modi diversi per ottenere lo sviluppo e la trasmissione del moto.
Alcuni di questi meccanismi sono:
- molla con trasmissione elicoidale e motore a molla con ingranaggio elicoidale - Codice Madrid I, f. 4r
- molla autobloccante - Codice Madrid I, f. 13v
- carica a molla progressiva - Codice Madrid I, f. 14r
- motore a molla sfasato - Codice Madrid I, f. 16r
- motore a molla elicoidale - Codice Madrid I, f. 45r

Nella quarta pagina del manoscritto si incontra il primo sistema con motore che si avvale dell'utilizzo di molle: il motore a molla con trasmissione elicoidale.
Questo meccanismo parte dal presupposto che una molla carica ceda il massimo della forza all'inizio e, mentre si scarica, diventi sempre più debole. Tale forza viene definita dal valore di rigidezza R, espresso come forza/spazio. 
Lo scopo finale è quindi quello di rendere lineare e costante tale cessione d'energia.
La particolare tipologia di molla, progettata da Leonardo per questa applicazione, viene tutt'oggi ampiamente utilizzata (ad esempio in serrande, maniglie e trapani a colonna) e viene ancora denominata "molla a spirale d'Archimede", in quanto basata proprio sul concetto archimedeo.

## Descrizione

### Caratteristiche

Caratteristiche delle molle:
(1) progressiva (graduale)
(2) lineare
(3) degressiva
(4) quasi costante
(5) progressiva (multi-linearità)

La molla, a seconda delle sue caratteristiche costruttive, può avere un comportamento differente, esattamente come raffigurato nell'immagine. Questo perché a seconda dell'impiego le caratteristiche della molla devono essere differenti. Negli orologi a molla o orologi a bilanciere, questa deve avere una costanza elevata della sua forza, che si ottiene con una molla a spirale, che per la gran parte della sua compressione intermedia ha una forza quasi costante.
In altre applicazioni quali le sospensioni si ha una caratteristica lineare grazie a molle elicoidali o a torsione, oppure progressiva grazie a molle elicoidali coniche o cilindriche a passo variabile (progressive graduali) o elicoidali cilindriche a doppio passo (progressive a multi-linearità). Queste caratteristiche, oltre ad essere intrinseche della molla, si possono ricreare o modificare tramite leveraggi o sistemi particolari.
Alcune applicazioni invece richiedono una caratteristica degressiva, come il serraggio dei bulloni o il tensionamento di un cuscinetto, per questo si utilizzano le molle a tazza che possono avere questa caratteristica, oltre ad avere un ingombro ridotto, ma possono avere anche una caratteristica esponenziale, lineare, degressivo-esponenziale, degressivo-costante-esponenziale o degressivo-regressivo-esponenziale a seconda della costruzione della stessa, in particolare dell'altezza e dello spessore.

Alcune molle, come nel caso delle molle ad onda (o Wave Spring), hanno come peculiarità l'ingombro ridotto: in molti casi vengono usate per sostituire le molle elicoidali. Vengono applicate anche per garantire la tenuta nel motore wankel, permettendo la funzionalità dei segmenti.

### Teoria

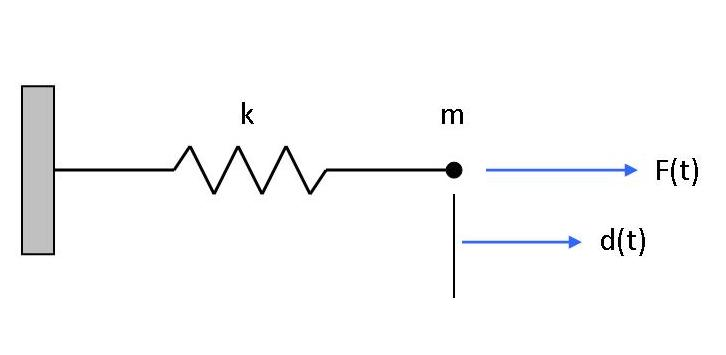
Rappresentazione di un oscillatore armonico: un punto materiale (di massa m) collegato ad una molla ideale (avente costante elastica k).

Il motivo fisico microscopico per il quale la molla accumula energia potenziale è lo stiramento dei legami intermolecolari, mentre il suo comportamento macroscopico è definito per molti materiali dalla legge di Hooke, la quale afferma che l'allungamento di un corpo elastico è direttamente proporzionale alla forza di trazione applicata. Allo stesso modo, la contrazione è proporzionale alla forza di compressione.
Quanto sopra vale entro il limite di deformazione elastica, definito come il limite di forza massima applicata, entro il quale il corpo elastico, rilasciato, ritorna alle sue dimensioni precedenti all'applicazione della forza; oltre questo limite, i legami atomici si rompono e si riconfigurano diversamente: la molla perciò rimane deformata. In vari materiali questo limite non è definito con precisione e si hanno fenomeni di deformazione con l'uso ripetuto (invecchiamento): in questi casi la legge di Hooke non è rispettata.

### Materiali
La molla a seconda delle applicazioni può essere realizzata in vari materiali:
- Plastica materiale utilizzato per quelle applicazioni ludiche
- Polimeri materiali compositi, quali il PRFV (Poliestere Rinforzato con Fibra di Vetro)[5]
- Ferro generalmente poco utilizzato rispetto alle sue leghe
  - Acciaio dalle alte prestazioni, ma dal peso sostenuto, richiede un rivestimento per resistere all'ossidazione
  - Acciaio inox rispetto all'acciaio ha prestazioni minori, ma non arrugginisce
  - 17-7PH o X7CrNiAl, adatta a molle piatte dalla forma complessa[6]
- Titanio dalle prestazioni variabili a seconda della lega, ma dal peso contenuto rispetto all'acciaio
- Tungsteno materiale dall'elevato modulo elastico, generalmente viene creata una lega con l'acciaio
- Tantalio materiale dall'elevato modulo elastico, viene utilizzata per applicazioni chimiche o che prevedono trattamento chimici, viene generalmente legata al tungsteno